# Bad Boys Blue
Bad Boys Blue je međunarodna glazbena  pop grupa koja je osnovana u Kölnu. Grupa je pjevala mnoge međunarodne hitove uključujući "You're a Woman", "Pretty Young Girl", "I Wanna Hear Your Heartbeat", i "Come Back and Stay".

## Vanjske poveznice
- Službene stranice (eng.)
- Službene stranice na Facebooku (eng.)
- Službene stranice na Twitteru (eng.)
- Trevor Taylor's final project - Umoya (eng.)
- YouTube Video tribute in memory of Trevor "Supa T" Taylor (eng.)
- BAD BOYS BLUE (Music Group) (eng.)